# Гребля Салала
Гребля Салала — інженерна споруда на півдні Оману.
Наприкінці 2000-х років у Омані взялись за будівництво гребель, які б захищали населення та майно від повеней, що час від часі трапляються в цій пустельній країні унаслідок дощів. Першою спорудою такого типу стала введена в дію у 2009-му гребля Салала, яка має захищати найбільше місто півдня Салала від надходження води зі сторони Ваді-Зарзіс (Wadi Zarsis) та розташована з північно-східної сторони місцевого аеропорту.
У межах проєкту звели земляну споруду вигнутої форми заввишки 23 метри (за іншими даними — 21,2 м) та завдовжки 6121 метр, яка потребувала 3 млн м3 матеріалу. Герметичність греблі забезпечує ядро із пластичного бетону.
Гребля розрахована на перехоплення повені з максимальною витратою 6200 м3/с та здатна затримувати 77 млн м3 води, при цьому на максимальному рівні площа водосховища дорівнює 9,17 км2.